# Yun Young-sun
Yun Young-sun (en coreano: 윤영선; Seúl, 4 de octubre de 1988) es un futbolista surcoreano que juega en la demarcación de defensa para el Jeonbuk Hyundai Motors de la K League 1.

## Selección nacional
Hizo su debut con la selección de fútbol de Corea del Sur el 17 de noviembre de 2015 en un encuentro de clasificación para la Copa Mundial de Fútbol de 2018 contra Laos que finalizó con un resultado de 5-0 a favor del combinado surcoreano tras los goles de Suk Hyun-jun y dobletes de Son Heung-Min y Ki Sung-yueng. El 2 de junio de 2018 fue elegido por el seleccionador Shin Tae-yong para el equipo que disputaría la Copa Mundial de Fútbol de 2018.

## Clubes
| Club                   | País          | Año       | Partidos | Goles |
| ---------------------- | ------------- | --------- | -------- | ----- |
| Seongnam FC            | Corea del Sur | 2010-2016 | 196      | 6     |
| Sangju Sangmu FC       | Corea del Sur | 2016-2018 | 28       | 0     |
| Seongnam FC            | Corea del Sur | 2018      | 17       | 1     |
| Ulsan Hyundai FC       | Corea del Sur | 2019-2020 | 35       | 0     |
| FC Seoul (cedido)      | Corea del Sur | 2020      | 15       | 0     |
| Suwon FC               | Corea del Sur | 2021-2022 | 6        | 0     |
| Jeonbuk Hyundai Motors | Corea del Sur | 2022-     | 32       | 0     |

## Palmarés

### Campeonatos nacionales
| Título                | Club                   | País          | Año  |
| --------------------- | ---------------------- | ------------- | ---- |
| Copa de Corea del Sur | Seongnam FC            | Corea del Sur | 2011 |
| Copa de Corea del Sur | Seongnam FC            | Corea del Sur | 2014 |
| Copa de Corea del Sur | Jeonbuk Hyundai Motors | Corea del Sur | 2022 |

### Campeonatos internacionales
| Título                                | Club                       | Año  |
| ------------------------------------- | -------------------------- | ---- |
| Liga de Campeones de la AFC           | Seongnam FC                | 2010 |
| Campeonato de Fútbol del Este de Asia | Selección de Corea del Sur | 2017 |